# Záhorská Ves
Záhorská Ves (allemand : Ungeraiden) est un village de Slovaquie situé dans la région de Bratislava. Il s'agit de la commune la plus à l'ouest de la Slovaquie, elle est éloignée de 428,8 km de Nová Sedlica, commune la plus à l'est du pays.

## Histoire
L’existence du village est estimée à 1301 sous le nom Magyarfalu, alors propriété de Andreja Magariho Tomáš Magari. Cependant, la première mention écrite du village date de 1557. 
Dans la première moitié du XVIe siècle, le village était peuplé de colons croates. La localité est alors appelée Tridsiatková stanica, en latin Tricesima, en hongrois Harmincz, et en croate Harmica. Ce nom est tiré du fait que l’endroit était un lieu de passage pour lequel il fallait payer un trentième du prix des marchandises transportées.
En 1678, une église de style baroque est construite, dédiée à l’archange saint Michel. Cette église a servi les fidèles 260 ans avant sa démolition en 1938.
Entre 1703 et 1711, les troupes impériales ont pillé et brûlé le village. Celui-ci est également frappé par la peste. En 1720, le village est seulement peuplé de 30 habitants. Le village est ensuite entre les mains de la famille Pálffy d'Erdőd, il est bien géré et sa population atteint 800 habitants pour 112 maisons en 1828. Les habitants sont principalement des agriculteurs, pêcheurs et producteurs d’objets en osier, qui vivent de la vente de ces marchandises sur les marchés de Vienne.
À partir de 1870, le village se développe autour de l'usine de sucre de Maximilian Löw-Beer. C’est l’une des plus grandes d’Europe et sa production est exportée par le train vers l'Autriche. Un chemin de fer est alors construit sur le pont de bois (préalablement détruit par l’armée impériale en 1711) reliant Záhorská Ves et Angern an der March.

## Démographie

### Évolution de la population
| Année:               | 1994. | 2004.    | 2014.    | 2024.   |
| -------------------- | ----- | -------- | -------- | ------- |
| Nombre de personnes: | 1455  | 1625     | 1825     | 1882    |
| Différence:          |       | +11,68 % | +12,30 % | +3,12 % |

| Année:               | 2023. | 2024.   |
| -------------------- | ----- | ------- |
| Nombre de personnes: | 1854  | 1882    |
| Différence:          |       | +1,51 % |

## Géographie

### Situation
Le village de Záhorská Ves se situe dans la région de Bratislava et dans l’Ouest du district de Malacky. La rivière Morava, qui coule à Záhorská Ves, est la limite frontalière de la Slovaquie. Elle sépare le village de la commune d’Angern an der March, située en Autriche. Le village se trouve à une altitude de 147 m au-dessus de niveau de la mer.

### Communes limitrophes
Záhorská Ves jouxte cinq communes, dont quatre en Slovaquie et une en Autriche, Angern an der March. Il n'existe pas de pont pour traverser la rivière Morava dans les environs, la traversée est assurée par une navette fluviale.
|                     | Suchohrad         | Jakubov |
| Angern an der March | Záhorská Ves.     | Láb     |
|                     | Vysoká pri Morave |         |

### Climat
La température moyenne dans le village est de 9 °C et la pluviométrie annuelle moyenne est de 600 mm.

## Politique
| Nom            | Parti politique      | date de l'élection | Fin du mandat |
| -------------- | -------------------- | ------------------ | ------------- |
| Pavol Danihel  | Candidat indépendant | 1989               | 1999          |
| Jozef Doršic   | KDH                  | 1999               | 2003          |
| Boris Šimkovič | Candidat indépendant | 2003               | 2006          |
| Boris Šimkovič | Candidat indépendant | 02.12.2006         | décembre 2010 |

## Culture et patrimoine

### Patrimoine architectural
La frontière avec l’Autriche est parsemée de bunkers, anciennes fortifications frontalières construites par le Ministère de la Défense Nationale, du temps de la Tchécoslovaquie. Ces bunkers sont situés le long de la rivière Morava.

### Vie culturelle
Záhorská Ves possède un musée, inauguré le 4 octobre 2008, en présence de ses principaux donateurs de Slovaquie et d’Autriche (écoles, entreprises, habitants, associations culturelles…).
Par la création de ce musée, la municipalité souhaite contribuer à la préservation des traditions folkloriques et sa transmission aux générations futures.
Le musée comprend des costumes traditionnels du village, des vêtements de travail anciens, du matériel de bricolage et des outils, des documents historiques, plusieurs photographies anciennes représentant le village à différentes époques et mettant en valeur des activités disparues comme le battage du grain.

## Célébrités
- Lucia Popp (1939–1993), chanteuse d'opéra (soprano)
- Leopold Danihels, ancien président du Congrès mondial slovaque

## Galerie de photographies

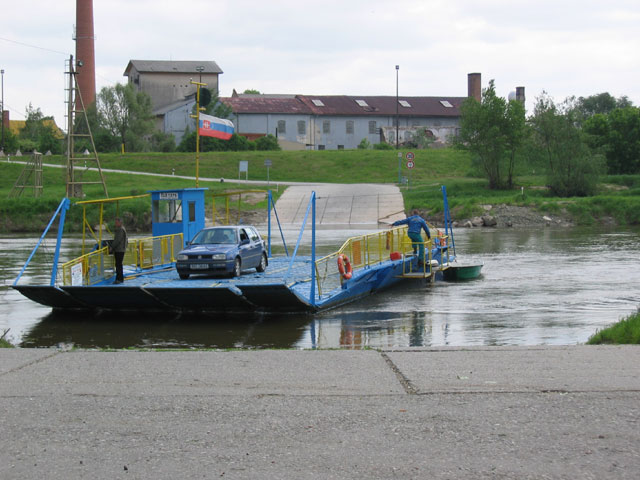
Frontière austro-slovaque sur le fleuve Morava